# Diplazium santanderense
Diplazium santanderense är en majbräkenväxtart som beskrevs av Alexander Rojas.
Diplazium santanderense ingår i släktet Diplazium och familjen Athyriaceae. Inga underarter finns listade i Catalogue of Life.